# カイル・ウィルバー
カイル・ウィルバー（Kyle Wilber 1989年4月26日- ）はフロリダ州オーランド出身の元アメリカンフットボール選手。現在NFLのグリーンベイ・パッカーズのコーチを務めている。現役時代のポジションはラインバッカー。

## 経歴

### プロ入りまで
高校時代は、Rivals.comから全米で37番目のディフェンシブエンドとして評価され、進学したウェイクフォレスト大学以外に、セントラルフロリダ大学、コロラド州立大学、ケンタッキー大学、ミシシッピ大学、ネブラスカ大学、ウィスコンシン大学からもリクルーティングを受けた。2007年をレッドシャツで過ごした後、1年次の2008年は先発ディフェンシブエンドとしてプレーし、チーム4位の3サックをあげて、カレッジフットボールニュースよりフレッシュマンのオールアメリカンに選ばれた。2年次の2009年にはベイラー大学との開幕戦でキックブロック、QBサック、ファンブルリカバーと活躍したが、9月12日のスタンフォード大学戦で足を骨折し、7試合に欠場した。復帰戦となった11月7日のジョージア大学戦ではシーズンベストの8タックルをあげた。3年次の2010年は全12試合に先発出場し、チーム3位の65タックル、チームトップの6サックをあげて、アトランティック・コースト・カンファレンスのサードチームに選ばれた。この年シーズン途中に大学のディフェンスが3-4ディフェンスに変更されたことから、ディフェンシブエンドからアウトサイドラインバッカーにコンバートされた。4年次の2011年には自己ベストの70タックル、3.5サックをあげた。大学4年間で43試合に出場し、15タックル（35.5ロスタックル）、13.5サックをあげた。

### ダラス・カウボーイズ
2012年のNFLドラフト4巡でダラス・カウボーイズに指名された。同年6月14日、4年253万ドルで契約を結んだ。トレーニングキャンプでは、ビクター・バトラー、エイドリアン・ハミルトン、アレックス・オルブライトと控えアウトサイドLBの座を争った。右人差し指を負傷し、オフシーズンの練習の多くを欠場した。さらにプレシーズン第3週のアリゾナ・カージナルス戦で親指を骨折した。シーズン開幕時は、デマーカス・ウェア、アンソニー・スペンサー、ビクター・バトラー、アレックス・オルブライトに次ぐ5番目のアウトサイドラインバッカーとして迎えた。ニューヨーク・ジャイアンツとの開幕戦にスペシャルチームの一員として出場した。この年16試合に出場し10タックル及びスペシャルチームで6タックルをあげた。シーズン終了後、ロブ・ライアン守備コーディネーターがチームから解雇された。
2013年、モンテ・キフィンが守備コーディネーターに就任、4-3ディフェンスにシステムが変わると、彼はディフェンシブエンドにコンバートされた。トレーニングキャンプでは、デボンテ・ホロマンらと控えの座を争った。
9月22日のセントルイス・ラムズ戦でサム・ブラッドフォードをサック、これがプロ初のサックとなった。第6週のワシントン・レッドスキンズ戦にひじを負傷したデマーカス・ウェアの代役として初先発を果たし、1サック、1ファンブルフォースをあげて勝利に貢献した。この年チームには負傷者が続出していたが、ディフェンスラインとしてだけでなく、ジャスティン・デュラントの代わりにストロングサイドLBとしてもプレーした。第13週のオークランド・レイダース戦で、ストロングサイドLBとして初先発した。第14週のシカゴ・ベアーズ戦では10タックルをあげた。この年先発6試合を含む16試合に出場し、44タックル、2サックをあげた。
2014年、MLBのショーン・リーがACLを断裂したため、デュラントがMLBにコンバートされ、ウィルバーは、先発ウィークサイドLBとしてトレーニングキャンプを過ごした。プレシーズンゲームに入るとデマーカス・ローレンスが負傷したこともあり、ラインバッカーとディフェンシブエンドのそれぞれでプレーした。シーズン開幕時には、ストロングサイドLBブルース・カーターの控えとなった。ローランド・マクレインが加入したため、デュラントはミドルLBからウィークサイドLBに戻った。この年彼は先発は3試合だけで、主に控えのパスラッシャーとして起用された。9月14日のテネシー・タイタンズ戦では9タックルをあげた。この年16試合に出場し、27タックル、1,5サックをあげた。2015年1月4日のデトロイト・ライオンズとのプレーオフで自身初のプレーオフ出場を果たし、マシュー・スタッフォードのパスをインターセプト、チームは24-20で勝利した。
2015年、デュラント、ブルース・カーターの退団、マクレインの出場停止により、先発ストロングサイドLBとなり、ミドルLBアンソニー・ヒッチンズ、ウィークサイドLBショーン・リーとともに起用された。第2週のフィラデルフィア・イーグルス戦でパントをブロック、そのままリターンTDをあげた。マクレインが4試合出場停止から復帰すると、控えに降格した。この年全16試合に出場し、27タックルをあげた。またスペシャルチームではチームトップタイの9タックルをあげた。
2016年3月11日、2年325万ドルでカウボーイズと契約を結んだ。デュラント、ヒッチンズ、アンドリュー・ガッカー、ダミアン・ウィルソン、マーク・エンゾチャと先発の座を争った。キャンプ中に背中を痛めたものの先発ストロングサイドLBの座を勝ち取った。第5週のシンシナティ・ベンガルズ戦で先発したものの首を負傷、翌週の試合を欠場、その後も出場機会は減った。12月1日のミネソタ・バイキングス戦でファンブルフォースしたボールを自らリカバー、17-15の勝利に貢献した。この年彼は先発1試合を含む15試合に出場、主にスペシャルチームでプレーした。チームは13勝3敗でNFC東地区で優勝、ディビジョナルプレーオフのグリーンベイ・パッカーズ戦で31-34と敗れた。
2017年、シーズン開幕を先発ストロングサイドLBとして迎えたが、シーズン途中からダミアン・ウィルソンにポジションを奪われた。シーズン途中からは控えディフェンスラインマン及びスペシャルチームの一員としてプレーした。カウボーイズでは2012年から2017年まで先発16試合を含む89試合に出場、104タックル、3.5サック、2ファンブルフォース、4ファンブルリカバーをあげた。

### オークランド/ラスベガス・レイダース
2018年3月17日、オークランド・レイダースと2年275万ドルで契約を結んだ。
2019年9月2日、レイダースと再契約を果たした。
2020年シーズンは16試合に出場するも、翌2021年シーズンは2試合の出場に留まり、オフにFAとなった。

### 現役引退後
2023年3月10日、グリーンベイ・パッカーズのスペシャルチームクオリティコーチに就任した。